# Holly Hobbie (Kunstfigur)

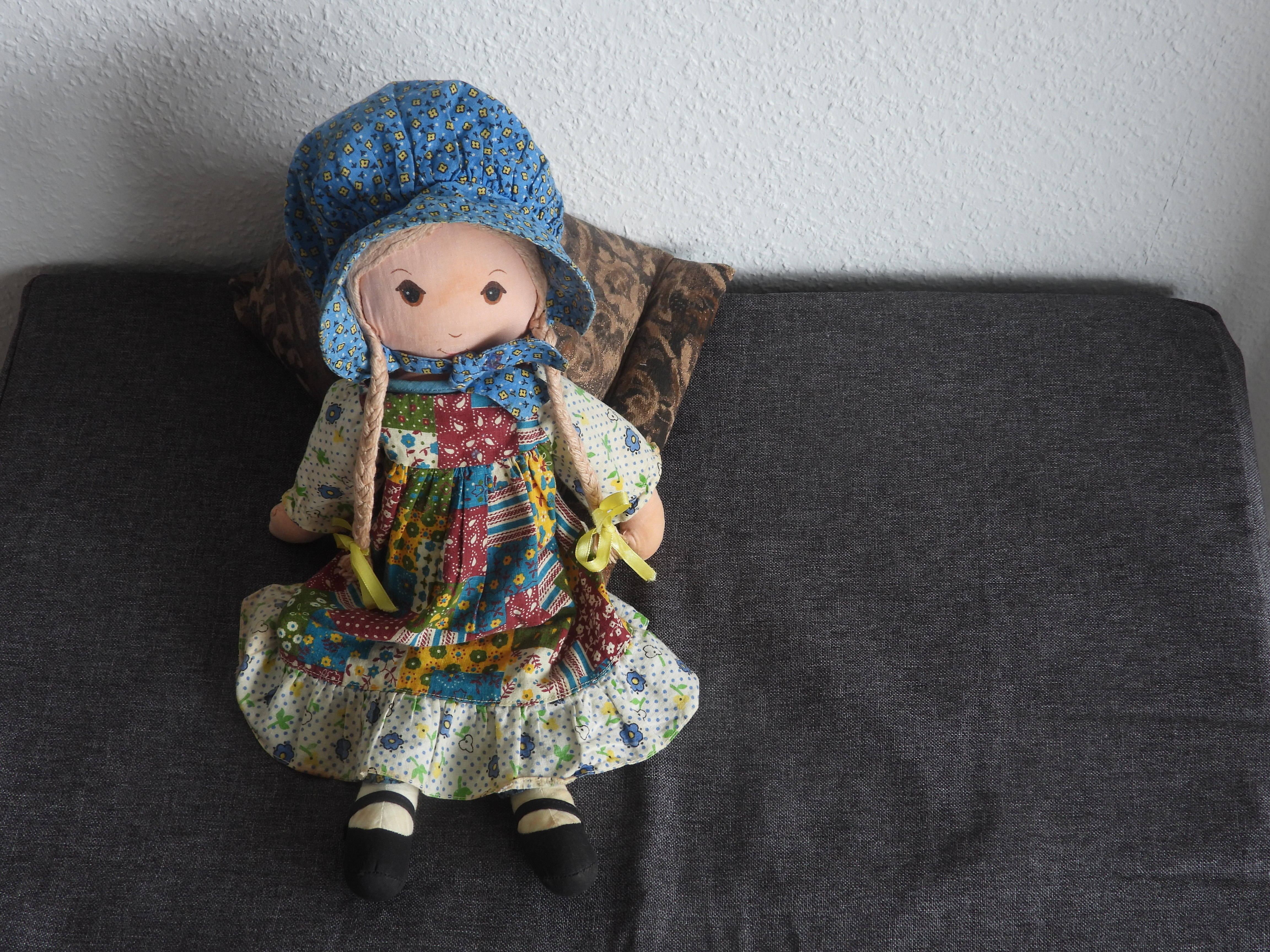
Holly Hobbie Puppe sitzt auf einem schwarzen Polster

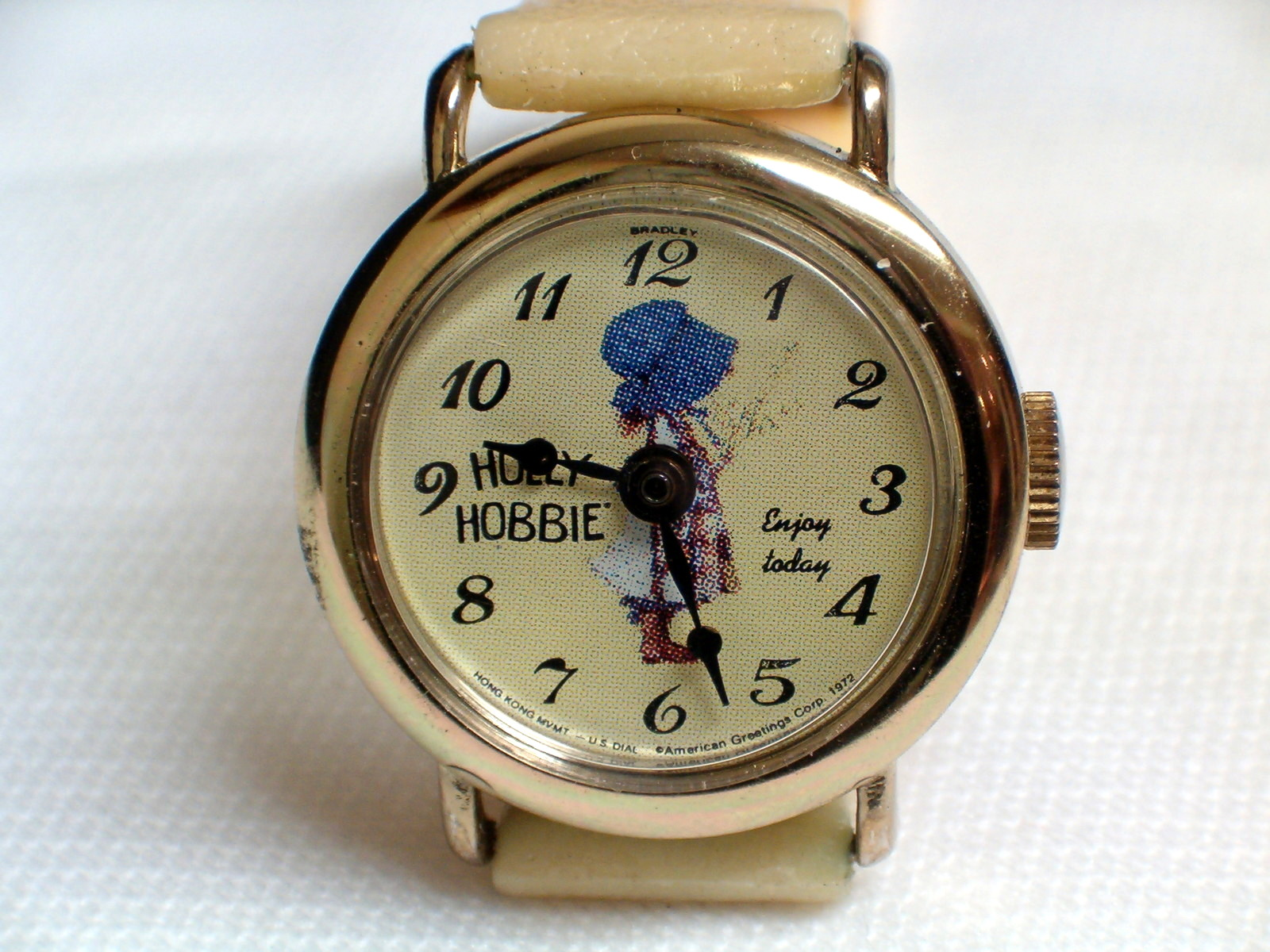
Holly Hobbie als Gestaltungselement einer Uhr

Holly Hobbie ist eine besonders in den 1970er und 1980er Jahren populäre meist als Stoffpuppe gestaltete Kunstfigur, die nach der gleichnamigen US-amerikanischen Autorin und Illustratorin Holly Hobbie benannt ist. Sie wird bis heute mehrfach rezipiert, zuletzt in einer seit 2018 auf Hulu laufenden Serie.

## Entstehung und Geschichte
Die Vorlage der Figur Holly Hobbie erschien ursprünglich ab Ende der 1960er Jahre auf Postkarten für American Greetings, die sie für Rex Connors gestaltete. Anfang der 1970er Jahre kam ihr Mitarbeiter Bob Childers auf die Idee, eine Stoffpuppe mit Lumpenkleid auf Basis der populären Postkartenfigur Blue Girl zu entwerfen. Die dabei entstandene Stoffpuppe wurde in den 1970er Jahren und spätestens in den 1980er Jahren auch in Europa zum beliebten Spielzeug.
Richard Dubelman adaptierte den Stoff als Novelle, die von einer Frau handelt, die in einem Gemälde lebt.
2006 bis 2008 wurde die Serie Holly Hobbie and Friends, die nur auf DVD erschienen ist, produziert, wobei es sich bei der Hauptperson um die Enkelin des Mädchens aus den 1970er Jahren handelt.
Seit 2018 läuft auf dem Online-Streamingdienst Hulu eine Serie mit dem Namen Holly Hobbie, in der die Hauptfigur insbesondere im Hinblick auf ihren Kleidungsstil an die Puppe angelehnt ist; allerdings wurde die Story in die heutige Zeit versetzt.
Zudem taucht Holly Hobbie heute auch in diversen Computerspielen auf, die besonders für Mädchen konzipiert sind. Außerdem gibt es auch viele weitere Franchise-Artikel, z. B. Ausstechformen und Uhren.

## Trivia
Im Buch The Art of Holly Hobbie geht die Autorin auf die Entstehungsgeschichte der Puppe ein.